# Танганьика
Танганьи́ка (ранее изредка использовалось название Танганайка) — крупное озеро тектонического происхождения в Центральной Африке.
По глубине это озеро занимает второе место в мире после Байкала, а также является столь же древним по происхождению. По объёму Танганьика занимает третье место — после Каспийского моря и Байкала. Берега озера принадлежат четырём странам: Демократической Республике Конго, Танзании, Замбии и Бурунди.
Озеро Танганьика располагается в глубочайшей тектонической впадине Африки, на высоте 773 метра над уровнем моря и является частью древней Восточно-Африканской рифтовой системы. Подводным порогом озеро делится на два глубоководных бассейна. Озеро входит в бассейн реки Конго, второй по полноводности реки планеты.

## Этимология
Озеро было открыто в 1858 году английскими путешественниками Р. Бёртоном и Дж. Спиком. Р. Бёртон объяснял название Танганьика как «объединение вод». Другой путешественник, Г. Стэнли, выводил название из kitonga — «озеро», nika — «равнина». Более поздние исследователи обращали внимание на возможность выделения в названии nyika (суахили «саванна, степь, заброшенная земля») и элемента tanga, неоднократно встречающегося в топонимии Восточной Африки (ср. город Танга на северо-востоке Танзании).

## Характеристики

Карта озера Танганьика

Протяжённость Танганьики — 676 км (самое длинное в мире пресноводное озеро), ширина в среднем 50 км. Координаты крайних точек: 3°22'—8°47' ю. ш. и 29°05'—31°07' в. д. Площадь озера составляет 32 900 км² — чуть больше Байкала, а длина береговой линии — 1828 километров. Максимальная глубина 1470 м, а средняя — 570 м. Объём — 18 900 км³. Танганьика расположена на высоте 773 м над уровнем моря, значит, дно лежит на 697 м ниже уровня моря. Озеро расположено в рифтовой впадине Альбертин, которая является западной ветвью Восточно-Африканского рифта Восточно-Африканской зоны разломов. Танганьика — крупнейшее и старейшее озеро рифтовой долины. Прибрежные ландшафты, как правило, представляют собой огромные скалы и лишь с восточной стороны берега пологие. На западном побережье крутые боковые стены Восточно-Африканской рифтовой зоны, формирующие береговую линию, достигают 2000 м в высоту. Береговая линия испещрена бухтами и заливами. Самый большой из них — залив Бёртона. Питается озеро от нескольких притоков, площадь бассейна составляет 231 тысячу км². Крупнейшей впадающей рекой является Рузизи, дельта которой находится в северной части озера. С восточной стороны в озеро впадает река Малагараси. Малагараси по происхождению более древняя, чем Танганьика, и в прошлом впадала непосредственно в реку Конго. Единственная вытекающая река — Лукуга (Lukuga) — начинается в средней части западного побережья и течёт на запад, соединяясь с рекой Конго, впадающей в Атлантику. Годовой приход воды в озеро составляет 64,8 км³, из них 40,9 км³ приходится на осадки (63 %) и 23,9 км³ — на притоки (37 %). Значительную долю расхода воды составляет испарение — 61,2 км³ (94,4 %), объём стока через Лукугу оценивается в 3,6 км³ (5,6 %). Средняя температура поверхности 25 °C, pH в среднем 8,4. Значительная глубина озера и его расположение в тропическом поясе создают условия, при которых не происходит кругооборота воды в водоёме, то есть озеро представляет собой меромиктический водоём, в котором нижний слой воды не смешивается с верхними слоями. По объёму бескислородных вод Танганьика занимает второе место после Чёрного моря.
Вследствие быстрого испарения из-за жаркого климата уровень озера сильно зависит от впадающих в него рек, особенно от реки Рузизи. Именно воды притоков позволяют озеру сохранять достаточно высокий уровень, чтобы иметь возможность вытекать в Лукугу. Однако ещё 12 000 лет назад Рузизи не впадала в Танганьику. Рузизи вытекает из озера Киву, а весь бассейн этого озера в прошлом относился к озеру Эдуард, которое принадлежит бассейну Нила. Лишь после извержений произошло перераспределение бассейнов. Древние следы береговой линии свидетельствуют о том, что в древности уровень Танганьики мог быть на 300 метров ниже современного уровня, и озеро не имело выхода к морю. Даже современный сброс может считаться неустойчивым и, возможно, его не было, когда озеро было обнаружено европейцами в 1858 году.
Также вероятно, что в разные исторические времена Танганьика могла иметь отличные от современных притоки и истоки. В него могли впадать воды озера Руква, а вытекать оно могло в озеро Малави и в Нил. Вследствие недостатка поступающей воды высказываются опасения, что любое повышение температуры и испарения из-за климатических изменений может повлечь чрезвычайно быстрое падение уровня воды в озере.
Озеро разделяется на три объёмных бассейна: бассейн Кигома в северной части с максимальной глубиной 1310 метров, бассейн Кунгве в середине с максимальной глубиной 885 метров и бассейн Кипили в южной части с максимальной глубиной 1410 метров.

## Фауна

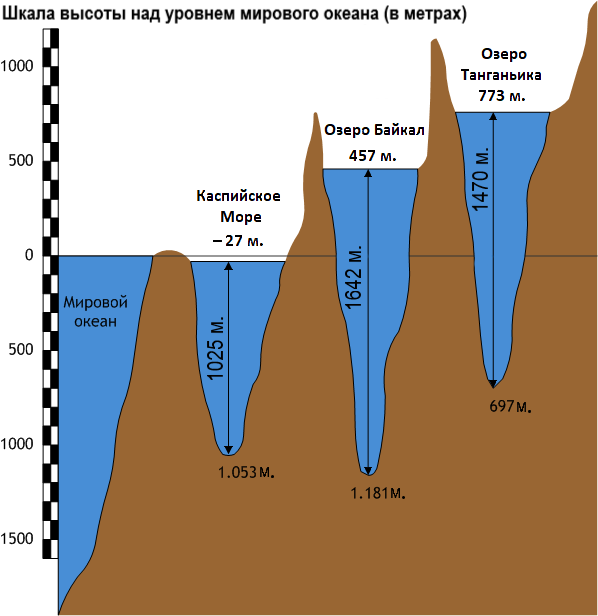
Глубина Танганьики в сравнении с глубинами Каспийского моря и озера Байкал

Фауна озера насчитывает более 2 тыс. видов, включая около 600 эндемиков. Из более чем 200 разновидностей обитающих в озере рыб около 170 эндемичны. Здесь водятся гиппопотамы, крокодилы, водоплавающие птицы, ракообразные, брюхоногие моллюски, мелкие медузы, разные виды промысловой рыбы. Особое место в хозяйстве прибрежных стран занимает вылов аквариумных рыб.
Многие обитатели Танганьики имеют сходство с морскими животными. Это объясняется тем, что озеро образовалось в древний период и ни разу за свою историю не пересыхало, вследствие чего фауна не вымирала, но постоянно пополнялась новыми видами, формировавшимися в ходе эволюции. Помимо этого, Танганьика на протяжении значительного времени была бессточным водоёмом, поэтому её животный мир развивался в изоляции от соседних водных объектов.

### Зоны обитания
Танганьика населена примерно до глубины 200 м, ниже этой отметки отсутствует кислород и жизнь, около 90 % объёма воды содержит сероводород. Этот слой озера является огромным «могильником», состоящим из органического ила и осадочных минеральных соединений.

### Рыбные запасы
Рыбные запасы Танганьики являлись главным фактором продовольственного, экономического и социального благополучия для коренных жителей региона с древнейших времён. Воды Танганьики на первый взгляд являются олиготрофными, то есть содержащими мало питательных веществ, о чём свидетельствуют многие признаки: воды озера обычно всегда показывают высокую прозрачность по диску Секки, имеют недостаток биомассы водорослей, нижние слои воды обеднены содержанием кислорода, однако при этом добыча рыбы на озере очень значительна и превосходит в относительных показателях добычу на многих крупных озёрах (запасы рыбы в озёрах обычно составляют от 0,02 до 0,2 % от первичной биологической продукции, тогда как на Танганьике они составляют чрезвычайно высокую величину в 0,45 %, что схоже с уровнем морских биосистем). Приводились оценки первичной биологической продукции в озере (данные на начало 1980-х), которая находилась в пределах от 0,1 до 3,1 гК/(м²×д) (граммов органически связанного углерода с квадратного метра в день), однако эта величина недостаточна, чтобы обеспечивать добычу рыбы в тот же период в 125 кг/га. Предположительно, источником недостающих питательных веществ могут служить воды впадающих рек и ручьёв, а также особенности циклов перемещения водных масс, открытые в последние десятилетия. Также высказывались предположения, что трофическая сеть озера схожа с морской, и базовым элементом в пищевой цепочке являются ракообразные, потребителями которых выступают похожие на морские виды рыб. Таким образом, органически связанный углерод пропускает стадию аккумуляции в планктоне. Специфика исторического развития озера, когда оно долгие века существовало как замкнутая система, позволило путём эволюции сформироваться эффективным коротким трофическим цепям.
Основными промысловыми рыбами являются два вида сельдевых сардин: лимнотрисса миодон и столотрисса танганьикская, а также четыре вида Centropomidae из рода Lates: Lates stappersii, Lates angustifrons, Lates mariae и Lates microlepis.

## Вода
Температура воды Танганьики строго различается по слоям. В верхнем слое температура колеблется от 23°C до 29 °C, на глубине 200 м — около 23°C, понижается к большим глубинам. Из-за разной плотности воды и отсутствия придонного течения слои не перемешиваются, и температура на нижних горизонтах достигает всего лишь 6—8 градусов. Глубина слоя температурного скачка около 100 м..
Вода Танганьики прозрачна (от 5 м до 23 м). В ней в небольших концентрациях растворено множество солей, так что по своему составу она напоминает сильно разбавленную морскую. Жёсткость воды (в основном обусловленная солями магния) колеблется от 8 до 15 градусов. Вода имеет щелочную реакцию, pH 8,0—9,5..
Содержание питательных веществ, таких как азот, кислород, кремний и фосфор, имеет ярко выраженное различие в зависимости от глубины, что обусловлено меромиктической природой озера. При этом богатство верхнего слоя вод Танганьики питательными веществами, что должно быть объяснением больших объёмов добываемой рыбы, является очень нетипичным для озёр подобного типа. Исследования показали, что возможной причиной может являться ослабление термоклина, проявляющееся в периоды снижения температуры воздуха и действия южных пассатов. Ослабление термоклина позволяет питательным веществам, находящимся на глубине, подниматься в эпилимнион (верхние слои озера). Таким образом, озеро находится в сильной зависимости от климатических условий. Противоречивость показателей побудила некоторых исследователей отнести озеро к разряду псевдо-эвтрофикационных.
В сухой сезон (май-сентябрь) под действием южных пассатов вода смещается с юга на север, инициируя таким образом апвеллинг вод с глубины и концентрацию тёплых масс воды на севере озера. В тёплый маловетренный сезон с октября по май происходит обратное перераспределение и выравнивание температуры воды в эпилимнионе. После стабилизации в верхнем слое озера проявляются сейши, которые, однако, слабо влияют не перемешивание установившихся слоёв и практически не провоцируют поступления питательных веществ с глубины.

## Сохранность и угрозы
В воды Танганьики, особенно в её северной части, у берегов Бурунди, постоянно происходит сброс промышленных, сельскохозяйственных и бытовых отходов. По причине отсутствия водопровода и канализации жители прибрежных деревень нередко справляют естественные нужды прямо в озеро, при этом воду для бытовых нужд они берут из этого же водоёма. Как следствие, в Бурунди регулярно отмечаются вспышки инфекционных заболеваний, прежде всего холеры.
Другой проблемой, угрожающей экосистеме Танганьики, в последнее время стало распространение в озере новых видов растений. Из них наибольшую опасность, по мнению учёных, представляет водяной гиацинт (лат. Eichhornia crassipes). Разрастаясь с большой скоростью, это растение покрывает поверхность озера плотным ковром, что препятствует доступу солнечного света, а также нарушает естественный кислородный режим водоёма. Это приводит к миграции или гибели обитающих в озере организмов. Кроме того, создаются препятствия для судоходства.

## Экономическое значение
Танганьика служит жизненно важной базой для окружающих её стран. Озеро является источником питьевой воды, пищи, служит транспортным путём. Область обладает большим потенциалом для экотуризма, так как вдоль побережья озера находится много чистых пляжей и красивых скалистых участков, островов и заливов.
В 1995 году рыбной ловлей на озере занималось около 45 тысяч человек, количество рыболовецких судов составляло почти 20 тысяч единиц. Основные объекты рыболовного промысла — ндагала (похожие на сардин виды сельдевых), нильский окунь, тиляпия.

### Инфраструктура побережья и туризм
Крупнейшим городом-портом на Танганьике является Бужумбура с населением ~500 000 человек, второй по значимости — город-порт Калеми (Конго) и Кигома (Танзания), имеющий железнодорожное сообщение с городом Дар-эс-Салам на побережье Индийского океана. В этих городах действуют судоходные линии, с их помощью осуществляется сообщение между многими населёнными пунктами на побережье озера. Инфраструктура наиболее развита на севере и юге озера. На севере вдоль озера проложена асфальтированная трасса. На замбийском побережье также имеется ряд небольших гостиниц экономкласса, рассчитанных на небогатых туристов. Гостиницы расположены в живописных бухтах, таких как Касаба, Ндоле, Нкамба и Исанга. Добраться до них проще всего по железной дороге, построенной ещё немцами в начале прошлого века.
На побережье ДРК можно найти, в основном, небольшие, частные, стилизованные хижины, рассчитанные скорее на любителей экзотики.

### Транспорт
Озеро Танганьика играет значительную роль в осуществлении пассажирских и грузовых перевозок Танзании, Демократической Республики Конго, Замбии и Бурунди. По причине отсутствия во многих прибрежных районах развитой сети дорог с твёрдым покрытием озеро фактически является главной транспортной артерией для местных жителей.
Важнейшие порты — Бужумбура (Бурунди), Кигома (Танзания), Калемие (ДР Конго). Кигома имеет железнодорожное сообщение с Дар-эс-Саламом, портовым городом на берегу Индийского океана.

## История
Первыми западными людьми были первооткрыватели Дж. Спик и Р. Бёртон, прибывшие на озеро в 1858 году. Они расположились там в поисках истока реки Нил. Спик продолжил поиски и нашёл настоящий исток — озеро Виктория. Позже Д. Ливингстон также побывал на озере. Также он отметил название Liemba, слово, возможно заимствованное из языка фипа.

### Первая мировая война
На озере проходили две знаменитые битвы во время Первой мировой войны.
С помощью парома Graf von Gotzen, названного в честь Густава Адольфа фон Гётцена, бывшего губернатора Германской Восточной Африки, немцы взяли озеро под контроль ещё на ранних этапах войны, во время Западной Африканской кампании. Корабли использовались для поставки вооружения и армии на другой берег и неожиданных нападений на войска Союзников (Великобритании и Бельгии).
В связи с этим Союзникам было важно захватить озеро. Под командованием Джеффри Спайсера-Симпсона силы Британского флота достигли невероятного: взяв моторные лодки Mimi и Toutou, доставленные по железной дороге и реке до города Калемие, и оставив их там до декабря 1915 года, они неожиданно напали на немцев, убили 11 человек, захватили один пароход, потеряв всего один[что?] со стороны Бельгии и не потеряв ни одного солдата. Озеро осталось за Союзниками.
Развивая выгоды их ставшего более прочным положения на озере, Союзники начали продвижение к Кигоме по земле, а бельгийцы основали аэробазу на западном побережье Альбетвилля. Именно отсюда в июне 1916 года они организовывали вылеты для бомбардировки немецких позиций в Кигоме и вокруг неё. Неизвестно, был ли Götzen подбит (бельгийцы утверждали, что подбили его, но немцы отрицали это), но немецкий дух пошатнулся и корабль был снят с вооружения.

## Исследования озера
С 1992 года функционирует «Проект по исследованию озера Танганьика» (The Lake Tanganyika Research Project, LTR), созданный Продовольственной и сельскохозяйственной организацией ООН. С 1995 года начинает действовать ещё один проект — «Проект биоразнообразия озера Танганьика», получающий средства через Глобальный экологический фонд Программы развития ООН. Проект LTR занимается рыбными запасами Танганьики, их оценкой, исследованием, созданием эффективных моделей использования с целью обеспечения благополучия населения и сохранности самих запасов. Штаб-квартира проекта располагается в Бужумбуре, Бурунди, и включает представителей Водного Департамента, национальных исследовательских институтов в Увире, Конго, Кигома, Танзания, Мпулунгу, Замбия.
Проектом в июле 1993 года была запущена специальная научно-исследовательская программа по проведению гидродинамических, лимнологических исследований, исследований рыбы и планктона, проведения генетических исследований видов рыб, сбора статистических сведений. Научно-исследовательское судно программы, Tanganyika Explorer, проводило различные виды исследований непосредственно на озере.